# 村田泰足
村田 泰足（むらた やすたり、寛延2年（1749年） - 文政6年（1823年）11月5日）は江戸時代後期の国学者。通称は新次郎、大介。号凝烟舎（すすのや）は、本居宣長の号鈴屋を捩ったもの。

## 生涯
明和6年（1769年）、祖父村田武兵衛の跡を継ぎ、彦根藩旗宰相。
大菅中養父に日本古典、詠歌を学び、後に本居宣長に入門し、小原君雄等と国学を学んだ。寛政11年（1799年）、藩校弘道館設立に際し和学方に就任した。
文政6年（1823年）9月江戸に下ったが、10月病に罹り、11月5日江戸で客死した。

## 経歴
- 明和6年（1769年） - 旗宰相、24俵3人扶持[1]
- 安永2年（1773年）閏3月29日 - 歩行[1]
- 寛政3年（1791年）5月27日 - 作事門改役[1]
- 同年12月3日 - 作事方元締改証判役[1]
- 寛政4年（1792年）6月30日 - 辞職[1]
- 寛政11年（1799年）8月4日 - 稽古館和学方[1]
- 寛政12年（1800年）28日 - 綿2把下賜[1]
- 享和2年（1802年）8月15日 - 本歩行、内用達役、26俵3人扶持[1]
- 文化8年（1811年）12月19日 - 29俵3人扶持[1]
- 文化12年（1815年）1月9日 - 役料5俵下賜[1]
- 文政6年（1823年）7月4日 - 騎馬徒士、29俵4人扶持、役料5俵下賜、内用達役免職[1]

## 著作
- 『凝烟舎詠藻』 - 文政7年（1834年）3月15日小原君雄序。天保2年（1831年）弘道館より刊行。